# Jonas Malmberg (borgmästare)
Jonas Malmberg, född omkring 1670, död 1747, var en svensk borgmästare, riksdagsledamot och politiker.

## Biografi
Jonas Malmberg föddes omkring 1670. Han var son till komministern Olaus Malmenius i Blackstads församling. Malmberg blev 1703 politieborgmästare i Nyköpings stad och 1708 justitieborgmästare i Nyköping. Han var riksdagsman för borgarståndet vid riksdagen 1710, riksdagen 1713–1714, riksdagen 1719, riksdagen 1720, riksdagen 1723 och riksdagen 1726–1727. Han slutade som borgmästare 1734 och avled 1747.